# ایچیگایا

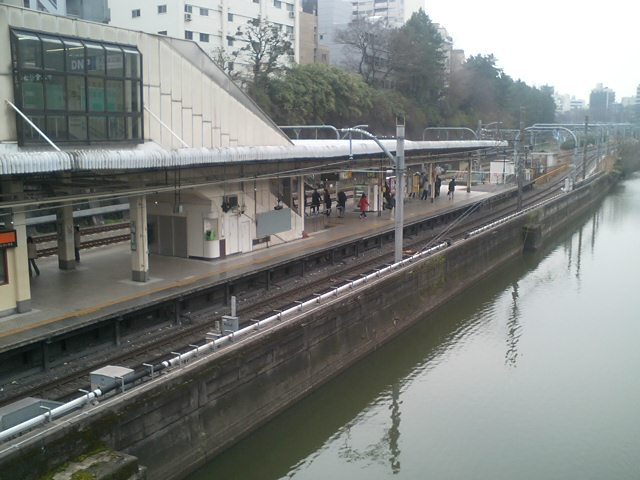
ایستگاه ایچیگایا

ایچیگایا (به ژاپنی: 市谷 Ichigaya) یکی از محله‌های توکیو پایتخت ژاپن است که در منطقهٔ شینجوکو واقع شده‌است.

## ایستگاه راه‌آهن
- متروی توئی، خط شینجوکو، ایستگاه ایچیگایا
- جی آر، خط چوئو-هونسن
- متروی توکیو، خط یوراکوچو
- متروی توکیو، خط نامبوکو